# Eyrein
Eyrein település Franciaországban, Corrèze megyében. Lakosainak száma 510 fő (2022. január 1.). Eyrein Champagnac-la-Noaille, Clergoux, Corrèze, Rosiers-d’Égletons, Saint-Martial-de-Gimel, Saint-Priest-de-Gimel, Vitrac-sur-Montane és Montaignac-sur-Doustre községekkel határos.

## Népesség
A település népességének változása:
| Lakosok száma | 642  | 559  | 513  | 511  | 504  | 495  | 500  | 506  | 506  | 510  |
|               | 1968 | 1982 | 1990 | 2006 | 2013 | 2015 | 2017 | 2019 | 2020 | 2022 |